# Araneotanna ornatipes
Araneotanna ornatipes is een spinnensoort in de taxonomische indeling van de springspinnen (Salticidae).
Het dier behoort tot het geslacht Araneotanna. De wetenschappelijke naam van de soort werd voor het eerst geldig gepubliceerd in 1938 door Lucien Berland.